# Сибирска булка
Сибирска булка (Pluvialis fulva) е вид птица от семейство Charadriidae.

## Разпространение
Видът е разпространен в Американска Самоа, Австралия, Бахрейн, Бангладеш, Бруней, Вануату, Виетнам, Габон, Гуам, Джибути, Еритрея, Индия, Индонезия, Иран, Източен Тимор, Йемен, Камбоджа, Канада, Китай, Кокосови острови, Коморските острови, Казахстан, Кения, Кирибати, Киргизстан, Катар, Лаос, Малайзия, Малдивите, Маршалови острови, Мавриций, Майот, Мексико, Микронезия, Монголия, Мианмар, Малки далечни острови на САЩ, Науру, Непал, Нова Каледония, Нова Зеландия, Ниуе, Остров Рождество, Острови Кук, Оман, Обединените арабски емирства, Пакистан, Палау, Папуа Нова Гвинея, Русия, Северна Корея, Северни Мариански острови, Самоа, Саудитска Арабия, Сейшелите, Сингапур, Соломоновите острови, Сомалия, Судан, САЩ, Таджикистан, Танзания, Тайланд, Токелау, Тонга, Туркменистан, Тувалу, Уолис и Футуна, Фиджи, Френска Полинезия, Филипините, Хонконг, Шри Ланка, Южна Корея и Япония.